# Carlos Moran

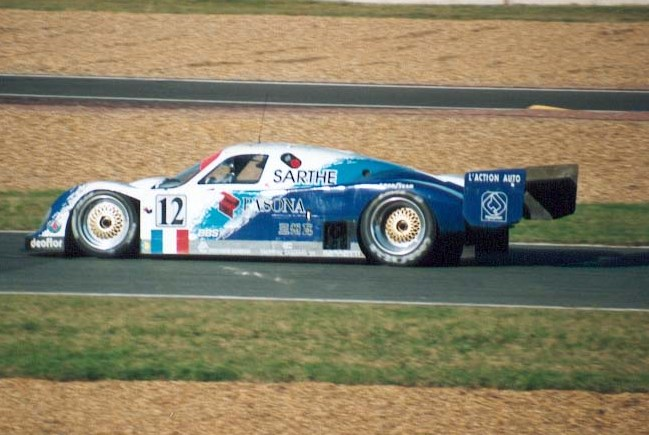
Der von Carlos Moran gefahrene Courage C30LM beim 24-Stunden-Rennen von Le Mans 1993

Carlos Moran (* 7. Dezember 1949 in San Salvador) ist ein ehemaliger salvadorianischer Autorennfahrer.

## Karriere als Rennfahrer
Carlos Moran war in den 1970er- und 1980er-Jahren im Sportwagensport aktiv. Er startete in Rennserien der International Motor Sports Association, fuhr beim 24-Stunden-Rennen von Daytona und dem 12-Stunden-Rennen von Sebring. Seine beste Platzierung war der fünfte Gesamtrang beim 250-Meilen-Rennen von Daytona 1978. Nachdem er mit dem Ablauf der Saison 1981 seine Fahrerkarriere beendet hatte, gab er 1993 ein Comeback und nahm am 24-Stunden-Rennen von Daytona teil. Der Gunnar 996, dessen Cockpit er sich mit Dennis Aase, Chip Hanauer, Jay Cochran und dem Schauspieler Bobby Carradine teilte, fiel mit einem Motorschaden aus.
Im selben Jahr bestritt er sein erstes und einziges 24-Stunden-Rennen von Le Mans. Carlos Moran ging für das Rennteam von Yves Courage an den Start und steuerte einen Courage C30. Der Einsatz endete durch einen Unfall nach 108 Runden.

## Statistik

### Le-Mans-Ergebnisse
| Jahr | Team                | Fahrzeug      | Teamkollege      | Teamkollege     | Platzierung | Ausfallgrund |
| ---- | ------------------- | ------------- | ---------------- | --------------- | ----------- | ------------ |
| 1993 | Courage Compétition | Courage C30LM | Tomiko Yoshikawa | Alessandro Gini | Ausfall     | Unfall       |

### Sebring-Ergebnisse
| Jahr | Team            | Fahrzeug     | Teamkollege            | Teamkollege       | Platzierung | Ausfallgrund |
| ---- | --------------- | ------------ | ---------------------- | ----------------- | ----------- | ------------ |
| 1976 | Carlos Moran    | Porsche 911S | Bob Fine               | Enrique Molins    | Rang 16     |              |
| 1979 | Heimrath Racing | Porsche 935  | Ludwig Heimrath senior | Enrique Molins    | Ausfall     | Motorschaden |
| 1980 | Ludwig Heimrath | Porsche 935  | Ludwig Heimrath senior | Johnny Rutherford | Rang 8      |              |

### Einzelergebnisse in der Sportwagen-Weltmeisterschaft
| Saison | Team                    | Rennwagen                       | 1   | 2   | 3   | 4   | 5   | 6   | 7   | 8   | 9   | 10  | 11  | 12  | 13  | 14  | 15  | 16  | 17  |
| ------ | ----------------------- | ------------------------------- | --- | --- | --- | --- | --- | --- | --- | --- | --- | --- | --- | --- | --- | --- | --- | --- | --- |
| 1979   | Heimrath Racing Equigas | Porsche 935 Porsche Carrera RSR | DAY | SEB | MUG | TAL | DIJ | RIV | SIL | NÜR | LEM | PER | DAY | WAT | SPA | BRH | ROA | VAL | ELS |
| 1979   | Heimrath Racing Equigas | Porsche 935 Porsche Carrera RSR |     | DNF |     |     |     |     |     |     |     |     |     | DNF |     |     |     |     | DNF |
| 1980   | Heimrath Racing         | Porsche 935                     | DAY | BRH | SEB | MUG | MON | RIV | SIL | NÜR | LEM | DAY | WAT | SPA | MOS | ROA | VAL | DIJ |     |
| 1980   | Heimrath Racing         | Porsche 935                     | 66  |     | 8   |     |     |     |     |     |     |     |     |     |     |     |     |     |     |
| 1981   | JLP Racing              | Porsche 935                     | DAY | SEB | MUG | MON | RIV | SIL | NÜR | LEM | PER | DAY | WAT | SPA | MOS | ROA | BRH |     |     |
| 1981   | JLP Racing              | Porsche 935                     |     | 10  |     |     |     |     |     |     |     |     |     |     |     |     |     |     |     |